# Дворковщина
Дворко́вщина (укр. Двірківщина) — село в Яготинском районе, Киевской области Украины.
Административный центр Дворковщинского сельского совета.

## Известные жители
- Андрей Николаевич Шевченко — футболист, тренер.